# Kamermuziek I
De Finse componist Aulis Sallinen componeerde zijn Kamermuziek I in 1975. Hij zat in een vruchtbare periode na zijn opera De ruiter. De titel verwijst niet zo zeer naar het genre kamermuziek, maar is een verwijzing naar de werken van Paul Hindemith. Hindemith wilde een soort gebruiksmuziek schrijven (muziek die vaak uitgevoerd werd) en Sallinen wilde ook een poging wagen. Het stuk kreeg meteen een volgnummer want hij wist toen al dat er meerdere zouden volgen. In 2010 gaat Kamermuziek VIII in première.
De meeste van de Kamermuziekstukken zijn concertino's, doch hier ontbreekt nog de solist. Het is geschreven voor strijkorkest alleen. Het is een eendelig werk, waarbij tegenstelling van zijn symfonieën het hoofdmotief niet direct duidelijk naar voren komt. Het is pas na verloop van tijd herkenbaar, een reeks do-re-mi-re-mi waarbij het re-mi meerdere keren herhaald kan worden.
De opdracht voor het werk kwam van het Helsinki Kamerorkest, dat de ook première gaf onder leiding van Ulf Söderblom

## Discografie
- Uitgave BIS Records 64; Stockholm Kamerorkest o.l.v. Jan-Olaf Wedin
- Uitgave Finlandia Records: Finlandia Sinfonietta o.l.v. Okko Kamu